# Seznam dílů pořadu Mistři aukcí
Toto je seznam dílů pořadu Mistři aukcí. Jednotlivé díly se odehrávají v Kalifornii pokud není uvedeno jinak.

## Přehled řad
| Řada | Díly | Premiéra v USA    | Premiéra v USA     | Premiéra v ČR | Premiéra v ČR | Stanice v USA | Stanice v Česku               |
| Řada | Díly | První díl         | Poslední díl       | První díl     | Poslední díl  | Stanice v USA | Stanice v Česku               |
| ---- | ---- | ----------------- | ------------------ | ------------- | ------------- | ------------- | ----------------------------- |
| 1    | 8    | 9. listopadu 2010 | 21. prosince 2010  |               |               | Spike         | Discovery Channel Nova Action |
| 2    | 27   | 5. dubna 2011     | 29. listopadu 2011 |               |               | Spike         | Discovery Channel Nova Action |
| 3    | 26   | 21. března 2012   | 26. září 2012      |               |               | Spike         | Discovery Channel Nova Action |
| 4    | 26   | 30. ledna 2013    | 29. března 2014    |               |               | Spike         | Discovery Channel Nova Action |
| 5    | 20   | 11. října 2014    | 9. května 2015     |               |               | Spike         | Discovery Channel Nova Action |

## Seznam dílů

### První řada (2010)
| Č. v pořadu | Č. v řadě | Původní název               | Lokace         | Premiéra v USA     | Premiéra v ČR |
| ----------- | --------- | --------------------------- | -------------- | ------------------ | ------------- |
| 1           | 1         | The Wild West               | San Bernardino | 9. listopadu 2010  |               |
| 2           | 2         | The Big Score               | Los Angeles    | 9. listopadu 2010  |               |
| 3           | 3         | Ton's Got a Gun             | Mission Hills  | 16. listopadu 2010 |               |
| 4           | 4         | Strat'ed for Cash           | Los Angeles    | 23. listopadu 2010 |               |
| 5           | 5         | The Real Thing              | Oxnard         | 30. listopadu 2010 |               |
| 6           | 6         | Weapons of Past Destruction | Los Angeles    | 7. prosince 2010   |               |
| 7           | 7         | Gangster Whiskey            | Moreno Valley  | 14. prosince 2010  |               |
| 8           | 8         | Home on the Gun Range       | Corona         | 21. prosince 2010  |               |

### Druhá řada (2011)
| Č. v pořadu | Č. v řadě | Původní název                | Lokace                    | Premiéra v USA     | Premiéra v ČR |
| ----------- | --------- | ---------------------------- | ------------------------- | ------------------ | ------------- |
| 9           | 1         | Miami Heat                   | Miami (Florida)           | 5. dubna 2011      |               |
| 10          | 2         | Quadzilla Attacks!           | Los Angeles               | 5. dubna 2011      |               |
| 11          | 3         | Sink or Swim                 | Torrance                  | 12. dubna 2011     |               |
| 12          | 4         | Disco and Dice               | Fort Lauderdale (Florida) | 19. dubna 2011     |               |
| 13          | 5         | Labor of Love                | Los Angeles               | 26. dubna 2011     |               |
| 14          | 6         | The Chicago Grand Slam       | Chicago (Illinois)        | 3. května 2011     |               |
| 15          | 7         | The Chi-town Showdown        | Chicago (Illinois)        | 10. května 2011    |               |
| 16          | 8         | Fire in the Hole!            | Rancho Cucamonga          | 17. května 2011    |               |
| 17          | 9         | Animal Instincts             | Orange County             | 24. května 2011    |               |
| 18          | 10        | Everything's Bigger in Texas | Severní Texas (Texas)     | 31. května 2011    |               |
| 19          | 11        | The Smoking Ton              | Worcester (Massachusetts) | 17. července 2011  |               |
| 20          | 12        | Top Gun Ton                  | Ontario                   | 19. července 2011  |               |
| 21          | 13        | Beantown Bidders             | Boston (Massachusetts)    | 19. července 2011  |               |
| 22          | 14        | Diesel Digs                  | Los Angeles               | 2. srpna 2011      |               |
| 23          | 15        | The Dallas Mavericks         | Dallas (Texas)            | 9. srpna 2011      |               |
| 24          | 16        | Knuckle Dust                 | Hollywood                 | 16. srpna 2011     |               |
| 25          | 17        | Half Pipe Dreams             | Long Beach                | 23. srpna 2011     |               |
| 26          | 18        | Viva la Vegas                | Henderson (Nevada)        | 30. srpna 2011     |               |
| 27          | 19        | Rodeo Ton                    | Anaheim Hills             | 6. září 2011       |               |
| 28          | 20        | Sin City Shootout            | Las Vegas (Nevada)        | 13. září 2011      |               |
| 29          | 21        | Night of the Digging Dead    | Oxnard                    | 18. října 2011     |               |
| 30          | 22        | Battle Bought                | Whittier                  | 25. října 2011     |               |
| 31          | 23        | Hot Wheels                   | Palm Springs              | 1. listopadu 2011  |               |
| 32          | 24        | Great American Cashtime      | San Diego                 | 8. listopadu 2011  |               |
| 33          | 25        | Auction Hunters, Ink         | Los Angeles               | 15. listopadu 2011 |               |
| 34          | 26        | Reel Money                   | San Diego                 | 22. listopadu 2011 |               |
| 35          | 27        | Early Bird Special           | Stanton                   | 29. listopadu 2011 |               |

### Třetí řada (2012)
| Č. v pořadu | Č. v řadě | Původní název                 | Lokace                       | Premiéra v USA  | Premiéra v ČR |
| ----------- | --------- | ----------------------------- | ---------------------------- | --------------- | ------------- |
| 36          | 1         | Auction Hunters Live          | Los Angeles                  | 21. března 2012 |               |
| 37          | 2         | Cold Hard Cash                | Anchorage (Aljaška)          | 28. března 2012 |               |
| 38          | 3         | Ton's Driller Instinct        | Wasilla (Aljaška)            | 28. března 2012 |               |
| 39          | 4         | Hidden Hot Wheels             | Covina                       | 4. dubna 2012   |               |
| 40          | 5         | Auction Hunter Shuffle        | Burbank                      | 4. dubna 2012   |               |
| 41          | 6         | Big Easy Money                | New Orleans (Louisiana)      | 11. dubna 2012  |               |
| 42          | 7         | High Flying Ton               | Ventura                      | 18. dubna 2012  |               |
| 43          | 8         | Drumming Up Cash              | Glendale                     | 25. dubna 2012  |               |
| 44          | 9         | Bowling Pin Payday            | Moreno Valley                | 2. května 2012  |               |
| 45          | 10        | Fake Punt Payoff              | Pasadena                     | 9. května 2012  |               |
| 46          | 11        | The Jersey Score              | North Brunswick (New Jersey) | 16. května 2012 |               |
| 47          | 12        | Allen's Got Balls             | Panorama City                | 23. května 2012 |               |
| 48          | 13        | Mr. Haff Goes to Washington   | Washington, D.C.             | 30. května 2012 |               |
| 49          | 14        | Voodoo Moola                  | Baton Rouge (Louisiana)      | 6. června 2012  |               |
| 50          | 15        | Dead Aim                      | Riverside                    | 6. června 2012  |               |
| 51          | 16        | Sidecar Surprise              | Arlington (Virginie)         | 20. června 2012 |               |
| 52          | 17        | Little-Ton Jones              | Littleton (Colorado)         | 20. června 2012 |               |
| 53          | 18        | Choo-Choo, Cha-Ching!         | Palmer (Aljaška)             | 8. srpna 2012   |               |
| 54          | 19        | Ton's Hot Commodity           | Reseda                       | 15. srpna 2012  |               |
| 55          | 20        | Ice, Ice, Baby                | Denver (Colorado)            | 22. srpna 2012  |               |
| 56          | 21        | Gangs of New York             | New York City (New York)     | 29. srpna 2012  |               |
| 57          | 22        | Allen’s Ruff Day              | Allen’s Ruff Day             | 29. srpna 2012  |               |
| 58          | 23        | Hula Moola                    | Honolulu (Havaj)             | 12. září 2012   |               |
| 59          | 24        | Friends In Hawaii Places      | Kailua (Havaj)               | 19. září 2012   |               |
| 60          | 25        | Money Makin' Monster Machines | Westchester                  | 26. září 2012   |               |
| 61          | 26        | Gold ‘N’ Gloves               | Hermosa Beach                | 26. září 2012   |               |

### Čtvrtá řada (2013–2014)
| Č. v pořadu | Č. v řadě | Původní název                | Lokace                    | Premiéra v USA  | Premiéra v ČR |
| ----------- | --------- | ---------------------------- | ------------------------- | --------------- | ------------- |
| 62          | 1         | Once a Pawn a Time           | Covina                    | 30. ledna 2013  |               |
| 63          | 2         | Win Lose Or Joust            | Los Angeles               | 30. ledna 2013  |               |
| 64          | 3         | It's Raining Ton             | Mission Hills             | 6. února 2013   |               |
| 65          | 4         | Rock-et To Me!               | Hollywood                 | 13. února 2013  |               |
| 66          | 5         | Off The Deep End             | Catalina Island           | 20. února 2013  |               |
| 67          | 6         | Trading Places               | Costa Mesa                | 2. března 2013  |               |
| 68          | 7         | Flying Ton, Creeping Allen   | Los Angeles               | 9. března 2013  |               |
| 69          | 8         | Whip It Good                 | Commerce                  | 16. března 2013 |               |
| 70          | 9         | Machine Gun Ton              | Pomona                    | 23. března 2013 |               |
| 71          | 10        | Always Money in Philadelphia | Filadelfie (Pennsylvania) | 30. března 2013 |               |
| 72          | 11        | Carolyn Goes Topless         | Norwalk                   | 6. dubna 2013   |               |
| 73          | 12        | Don't Taze Me Bro            | Stanton                   | 13. dubna 2013  |               |
| 74          | 13        | The Fall Guys                | Los Angeles               | 13. dubna 2013  |               |
| 75          | 14        | Separation Anxiety           | El Segundo                | 18. ledna 2014  |               |
| 76          | 15        | Allen vs. Ton                | Long Beach                | 25. ledna 2014  |               |
| 77          | 16        | You Got Served               | Los Angeles               | 1. února 2014   |               |
| 78          | 17        | Without a Chute              | Los Angeles               | 8. února 2014   |               |
| 79          | 18        | Ton Voyage                   | Santa Barbara             | 15. února 2014  |               |
| 80          | 19        | You Foos You Lose            | Los Angeles               | 22. února 2014  |               |
| 81          | 20        | Allen's Big Crush            | Mission Hills             | 1. března 2014  |               |
| 82          | 21        | Nothing But Net              | Santa Clarita             | 15. března 2014 |               |
| 83          | 22        | Hall of Fame Game            | Hawthorne                 | 22. března 2014 |               |
| 84          | 23        | Cashville, Tennessee         | Nashville (Tennessee)     | 29. března 2014 |               |
| 85          | 24        | Big Sis Ducks Out            | Long Beach                | 29. března 2014 |               |
| 86          | 25        | Gone In 20 Seconds           | Commerce                  | 5. dubna 2014   |               |
| 87          | 26        | To Pawn or Not To Pawn       | Covina                    | 5. dubna 2014   |               |

### Pátá řada (2014–2015)
| Č. v pořadu | Č. v řadě | Původní název          | Lokace        | Premiéra v USA     | Premiéra v ČR |
| ----------- | --------- | ---------------------- | ------------- | ------------------ | ------------- |
| 88          | 1         | Space Cowboys          | Santa Clarita | 11. října 2014     |               |
| 89          | 2         | Ramped Up              | Compton       | 18. října 2014     |               |
| 90          | 3         | Hook, Line and Printer | Norwalk       | 25. října 2014     |               |
| 91          | 4         | Rock and Roll          | Whittier      | 1. listopadu 2014  |               |
| 92          | 5         | Betsy's Last Stand     | Chatsworth    | 8. listopadu 2014  |               |
| 93          | 6         | Risk & Reward          | N/A           | 22. listopadu 2014 |               |
| 94          | 7         | Blazing Saddles        | Hollywood     | 6. prosince 2014   |               |
| 95          | 8         | Party Gras             | (New Orleans) | 13. prosince 2014  |               |
| 96          | 9         | Louisiana Purchase     | (Louisiana)   | 20. prosince 2014  |               |
| 97          | 10        | Missouri Loves Company | (Missouri)    | 20. prosince 2014  |               |
| 98          | 11        | Tough as Nails         | Mission Hills | 11. dubna 2015     |               |
| 99          | 12        | Ton-Geons & Dragons    | Covina        | 11. dubna 2015     |               |
| 100         | 13        | Wreck-Shaw             | Santa Clarita | 18. dubna 2015     |               |
| 101         | 14        | Carnies & Armories     | N/A           | 18. dubna 2015     |               |
| 102         | 15        | The Unsinkable Ton     | Stanton       | 25. dubna 2015     |               |
| 103         | 16        | Pucks for Bucks        | Torrance      | 25. dubna 2015     |               |
| 104         | 17        | Whiskey Business       | Los Angeles   | 2. května 2015     |               |
| 105         | 18        | Haff-Inated            | Valencia      | 2. května 2015     |               |
| 106         | 19        | Brew-Phoria            | Mission Hills | 9. května 2015     |               |
| 107         | 20        | Catch My Drift?        | Norwalk       | 9. května 2015     |               |